# Dresden Challenger 1997
Il Dresden Challenger 1997 è stato un torneo di tennis facente parte della categoria ATP Challenger Series nell'ambito dell'ATP Challenger Series 1997. Il torneo si è giocato a Dresda in Germania dal 12 adl 18 maggio 1997 su campi in terra rossa.

## Vincitori

### Singolare
Dick Norman ha battuto in finale  Julián Alonso con il punteggio di 6–4, 6–4

### Doppio
Mark Merklein /  Jeff Salzenstein hanno battuto in finale  Cecil Mamiit /  Jimy Szymanski con il punteggio di 7–6, 6–1